# Pleuven
Pleuven é uma comuna francesa na região administrativa da Bretanha, no departamento Finisterra. Estende-se por uma área de 13,65 km². Em 2010 a comuna tinha 3 166 habitantes (densidade: 231,9 hab./km²).